# Širenje morskog dna
Širenje morskog dna je hipoteza po kojoj novo morsko dno nastaje na krijesti srednjooceanskog hrpta i onda vodoravno pomiče od krijeste hrpta prema subdukcijskoj zoni gdje opet tone u plašt. Hipotezu je 1962. postavio američki marinski geolog Harry Hess.

## Uzrok
Po Hessu, širenje morskog dna uzrokovano je konvekcijom plašta. Konvekcija je cirkulacijski mehanizam uzrokovan uzdizanjem vrućeg materijala i tonjenjem hladnoga. Vrući materijal je rjeđi pa se izdiže, a hladni je gušći pa tone. Iako je teško zamisliti da se krute stijene plašta ponašaju kao tekućina, u dugim vremenskim razdobljima moguće je da se vruće stijene plašta deformiraju plastično.

## Objašnjenja topografije morskog dna

### Srednjoocenski hrbat
Postojanje hrpta i njegovog visokog toplinskog toka uzrokovano je uzdizanjem vrućih stijena plašta, s čime su povezane i bazaltne erupcije na krijesti hrpta (tu su stijene plašta više vruće pa podilaze djelomičnom taljenju). Kako se vruće stijene izdižu, razdvajaju se i razilaze blizu površine, te se vodoravno pomiču od krijeste na svakoj strani hrpta, što uzrokuje tenzije na rovu posljedica čega je stvaranje jaruge (eng. rift valley) i s njom povezanih plitko-fokusnih potresa.

### Oceanske brazde
Kako se stijene plašta vodoravno odmiču od krijeste hrpta, sa sobom odnose i morsko dno, tj. bazaltnu morsku koru. Vruće stijene se miču postrance pa se hlade i postaju gušće, zbog čega tonu sve dublje ispod površine oceana, da bi na kraju potonule natrag u plašt. To objašnjava postojanje oceanskih brazdi i njihovog niskog toplinskog toka, kao i veliku negativnu gravitacijsku anomaliju, koja se javlja zbog toga što tonjenje hladnih stijena uzrokuje silu koja drži brazdu izvan izostatske ravnoteže.
Kako morsko dno tone u plašt, dolazi do međudjelovanja s mirujućim stijenama iznad, što može prouzrokovati Benioffovu zonu potresa povezanu s brazdom. Ta pojava također uzrokuje pojavu andezitskih vulkana koji izbijaju ili na rubovima kontinenata ili kao otočni lukovi.

### Starost morskog dna
Hessova hipoteza odlično objašnjava malu starost oceanske kore (<200 milijuna godina). Novo, mlado morskog dno se kontinuirano nastaje bazaltnim erupcijama na krijesti hrpta. Nakon toga se postrance nosi konvekcijom plašta i tone na oceanskim brazdama. Dakle, stara oceanska kora se kontinuirano uništava na brazdama, dok nova nastaje na krijestama hrptova. To znači da hipoteza implicira da se najmlađa oceanska kora nalazi na krijesti hrpta, dok stijene progresivno stare kako se približavamo oceanskoj brazdi, što se kasnije pokazalo točnim.

## Važnost ideje
Hess je dao odlično objašnjenje oceanske topografije, relativno mlade dobi oceanske kore i relativno tankog sloja sedimenta na dnu oceana. Kasnije se pokazalo da su njegove pretpostavke o progresivnom starenju stijena odmicanjem od krijeste hrpta točne. 
Iako se kasnije pokazalo da se morko dno ne ponaša kao tekuća vrpca, nego da je proces složeniji, ipak možemo ustvrditi da je Hessova ideja bila važan temelj za uspostavljanje najvažnije teorije u geologiji – teorije  tektonike ploča. Još uvijek se raspravlja o tome je li konvekcija plašta uzrok širenja morskog dna, tj. pokretanja litosfernih ploča.